# 浠水县
浠水县是中国湖北省黄冈市下辖的一个县。位於大別山南麓，湖北東部，长江中游北岸。地處九江市、黄石市、武汉市的長江開放開發區內，总面积为1949.3平方公里，常住人口为71.6万人。县人民政府驻清泉镇。
原名蘄水縣，為以免與蘄春縣縣名相混，民國二十二年（1933年）改为浠水縣。

## 行政区划
浠水县下辖12个镇、1个乡：
清泉镇、巴河镇、竹瓦镇、汪岗镇、团陂镇、关口镇、白莲镇、蔡河镇、洗马镇、丁司垱镇、散花镇、兰溪镇、绿杨乡、策湖养殖场、三角山林场和浠水经济开发区。

## 人口
根據第七次人口普查數據，截至2020年11月1日零時，浠水縣常住人口716273人。

## 交通
- 220国道过境。
- 347国道过境。
- 京九铁路过境。
- 沪蓉高速过境。
- 大广高速过境。
- 沪武高速过境。

## 景点
- 闻一多纪念馆[6]
- 三角山国家森林公园
- 斗方山禅寺[7]
- 白莲河风景区[7]
- 大别山民俗博物馆[8]
- 禅宗三祖天然禅寺[9]
- 浠水文庙[10]
- 天下第三泉[10]
- 浠川八景
- 兰清时雨
- 石壁回澜
- 凤顶夕阳
- 绿杨春晓
- 玉台丹井：景点在玉台山。
- 陆羽茶泉、右军笔沼[10]

## 歷史

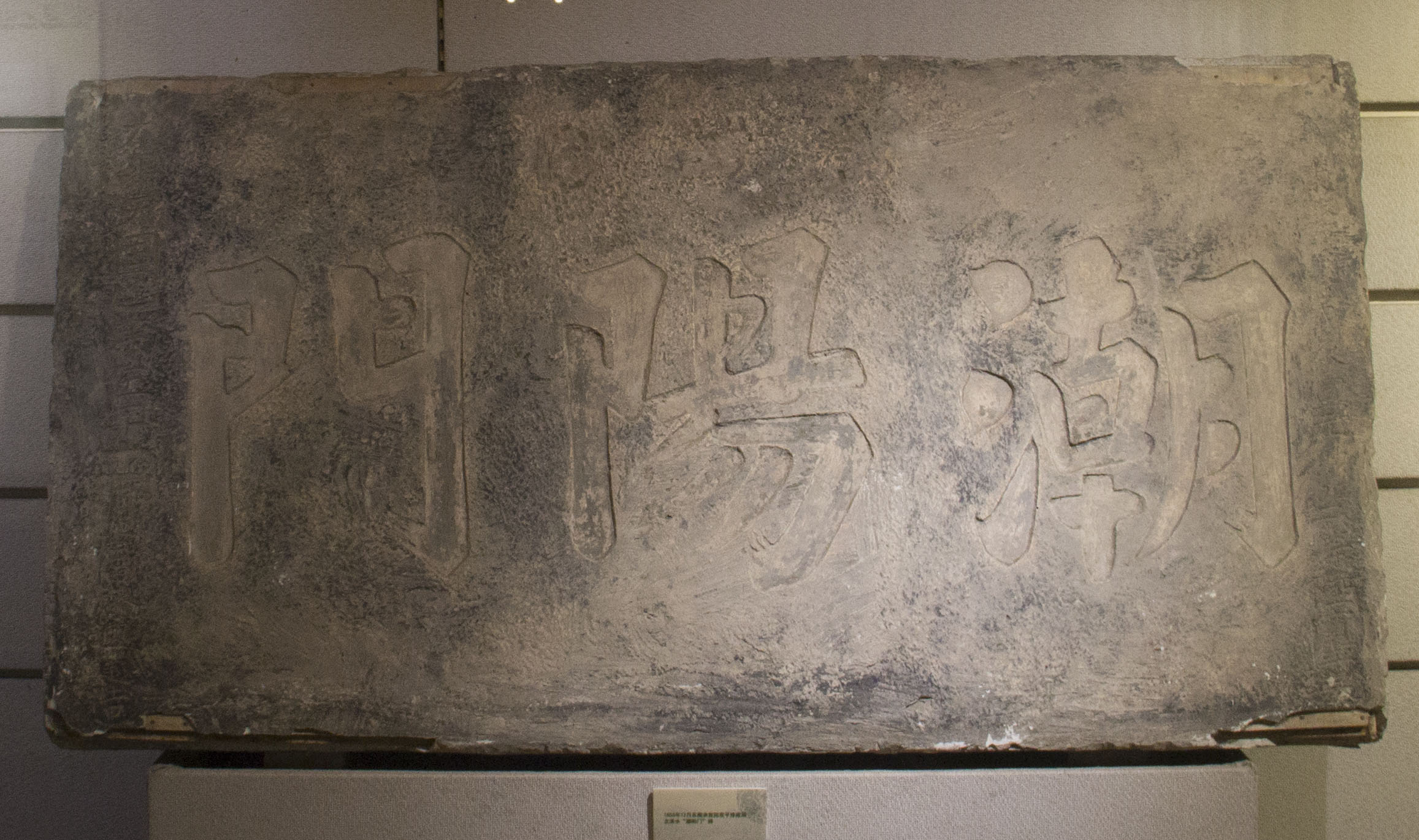
𥖎石橫匾，長1.44米，寬0.76米，厚0.13米。

清咸丰五年（1855年）十一月，太平军在蕲水县云路口筑新城，城門上的石碑刻有“潮陽门”三個字。此碑藏於太平天國博物館。

## 延伸阅读
[在维基数据编辑]
 《欽定古今圖書集成·方輿彙編·山川典·蘄水部》，出自陈梦雷《古今圖書集成》